# Gigabit
En Gigabit er en afledt enhed for information eller computerlager.
Sprogbrugen for computerlager er desværre ikke konsekvent.  Gigabit bruges derfor på to måder:
- 1 Gigabit = 109 bit = 1 000 000 000 bit eller 1,000 megabit
- 1 Gigabit = 230 bit = 1 073 741 824 bit eller 1024 megabit

For at løse denne forvirring i anvendelsen af binære præfikser har International Electrotechnical Commission (IEC) foreslået nye ord for binære præfikser, således at 1 Gibibit = 230 bit.  Denne sprogbrug har dog (endnu) ikke vundet udbredelse.
Megabit << Gigabit << Terabit